# Aram Mp3
Aram Mp3, född Aram Sargsian (armeniska: Արամ Mp3 och Արամ Սարգսյան) den 5 april 1984 i Jerevan i Armenien, är en armenisk sångare, singer-songwriter, komiker och skådespelare. Den 31 december meddelade ARMTV att Aram Mp3 kommer att representera Armenien i Eurovision Song Contest 2014. Det gör han med låten Not Alone.
Sargsian har studerat vid Jerevans medicinska universitet och tog examen 2006. 2010 skapade han tillsammans med sina vänner TV-programmet Vitamin Club på armenisk TV. Därefter har han lett flera program på Armenia TV.

## Diskografi

### Singlar
- 2014 – "Not Alone"
- 2013 – "Shine"
- 2013 – "If I Tried"
- 2013 – "Just Go On"